# Velli Verev
Velli Verev (auch Velly Verev, * 16. Oktober 1927 in Viljandi; † 3. Februar 1987 in Tartu) war eine estnische Dichterin.

## Leben
Velli Verev ging in Narva und Valga zur Schule und machte 1952 in Tartu ihr Abitur. Von 1952 bis 1958 studierte sie Estnische Philologie an der Universität Tartu. Nach ihrem Studienabschluss arbeitete sie am Lehrstuhl für Estnische Literatur, von 1976 bis 1986 in der Handschriftenabteilung des Estnischen Literaturmuseums.

## Werk
Verev dichtete bereits als Schülerin und publizierte ihre ersten Gedichte 1946 in einer Zeitung. Ihr erster Gedichtband erschien 1961 und wurde kontrovers beurteilt – neben Verrissen von Valeeria Villandi und Mart Mäger gab es auch Lob von Ralf Parve. Ihr dritter Gedichtband wurde von einem Kritiker der Stilrichtung der Neuen Einfachheit zugeordnet und für seine gelungene Poetisierung der Einsamkeit gelobt. Verev verfasste hauptsächlich Natur- und Liebeslyrik, darüber hinaus auch einige Erzählungen.

## Bibliografie
- Kiviaed. ('Steingarten') Tallinn: Eesti Riiklik Kirjastus 1961. 84 S.
- Paadilaulud. Luuletusi 1963–1975 ('Bootslieder. Gedichte 1963–1975'). Tallinn: Eesti Raamat 1976. 87 S.
- Võilillesaatus. Luulet 1977–1980 ('Löwenzahnschicksal. Gedichte 1977–1980'). Tallinn: Eesti Raamat 1981. 76 S.
- Toetuda tuulde. Luulet 1961–1984 ('Sich auf den Wind stützen. Gedichte 1961–1984'). Tallinn: Eesti Raamat 1985. 94 S.

## Sekundärliteratur
- Ralf Parve: 3 järjekordset, esmakordset, in: Looming 5/1962, S. 773–785.
- Linnar Priimägi: Märkmeid võililleantoloogiasse, in: Looming 7/1981, S. 1029–1030.
- Heino Puhvel: Velli Verev, in: Looming 3/1987, S. 430–431.
- Lehte Hainsalu: Pikk lahkumine, in: Keel ja Kirjandus 5/1987, S. 317–318.